# Jiřina Ptáčníková

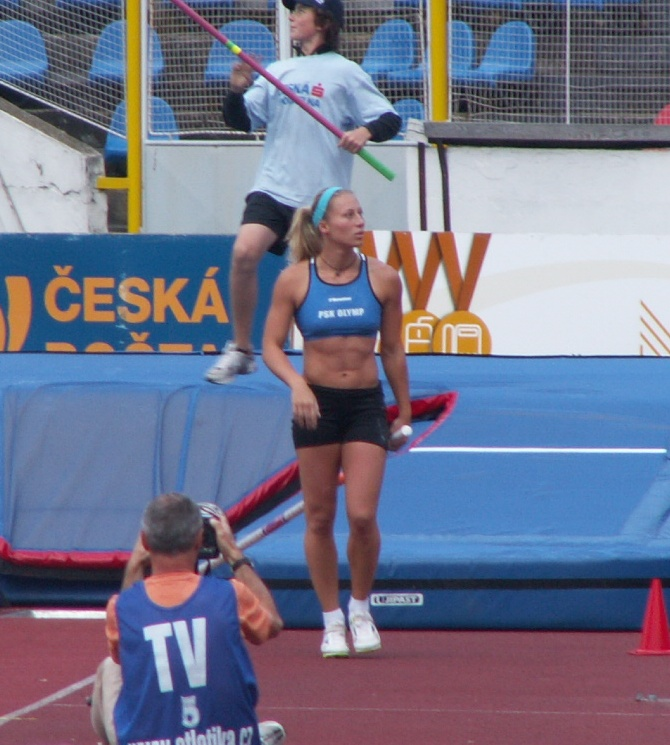
Ptáčníková (2009)

Jiřina Ptáčníková (* 20. Mai 1986 in Plzeň) ist eine tschechische Stabhochspringerin.

## Leben und Karriere
Ptáčníková startet für den PSK Olymp Prag. Bei einer Größe von 1,74 m hat sie ein Wettkampfgewicht von 62 kg.
Bei den Europameisterschaften 2006 konnte Ptáčníková sich als 27. der Qualifikation nicht für das Finale qualifizieren. Bei der Sommer-Universiade 2009 wurde sie Erste und bei den Weltmeisterschaften belegte sie den 16. Platz. 2010 wurde sie bei den Hallenweltmeisterschaften und den Europameisterschaften jeweils Fünfte. Es folgten 2011 ein vierter Platz bei den Halleneuropameisterschaften und ein siebter Platz bei den Weltmeisterschaften. In der Hallensaison 2012 steigerte sie sich in Donezk auf 4,70 m, bei den Hallenweltmeisterschaften überquerte sie 4,55 m und erreichte den sechsten Platz. Bei den Europameisterschaften 2012 in Helsinki gewann sie in einem von heftigen Regenfällen begleiteten Finale mit 4,60 m den Titel. In London kam sie bei den Olympischen Spielen auf Platz sechs.
2009, 2010 und 2011 Ptáčníková sie tschechische Meisterin. Am 11. Juni 2012 stellte sie mit 4,72 m in Prag ihre persönliche Bestleistung auf.
2012 heiratete Ptáčníková den Hürdenläufer Petr Svoboda, von dem sie 2014 wieder geschieden wurde.